# August Eskelinen
August Eskelinen, detto Aku (Iisalmi, 16 luglio 1898 – Iisalmi, 10 giugno 1987), è stato un fondista e sciatore di pattuglia militare finlandese.

## Biografia
A Chamonix-Mont-Blanc 1924 partecipò alla gara di pattuglia militare: con il grado di sergente fece parte della squadra finlandese, guidata da Väinö Bremer e composta anche da Ville Mattila e Heikki Hirvonen, che conquistò la medaglia d'argento con il tempo di 4:00:10. Meglio di loro fece solo la nazionale svizzera, con 3:56:06. Nella stessa disciplina andò a medaglia anche ai Mondiali militari del 1924 e ai Campionati militari finlandesi.
In carriera vinse anche una medaglia nazionale nello sci di fondo: l'argento nella staffetta 5 x 2 km nel 1925.

## Palmarès

### Pattuglia militare

#### Olimpiadi
- 1 medaglia:
  - 1 argento (pattuglia militare a Chamonix-Mont-Blanc 1924)

#### Mondiali militari
- 2 medaglie[1]:
  - 1 argento (pattuglia militare individuale nel 1924)
  - 1 bronzo (pattuglia militare a squadre nel 1924)

#### Campionati militari finlandesi
- 2 medaglie[1]:
  - 2 argenti (pattuglia militare individuale nel 1926; pattuglia militare individuale nel 1927)

### Sci di fondo

#### Campionati finlandesi
- 1 medaglia[1]:
  - 1 argento (staffetta 5 x 2 km nel 1925)